# Insula Gozo

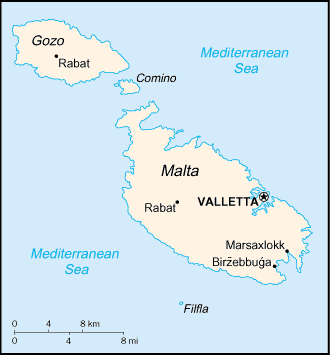
Arhipelagul maltez

Gozo este o insulă din arhipelagul maltez din Marea Mediterană (probabil Ogygia mitologică), a doua ca mărime după insula Malta. În malteză, insula se numește Għawdex (pronunțat au-deș).

## Geografie
Gozo are o suprafață 67 km², aproximativ la fel ca insula Hong Kong. Pe insulă locuiesc 30.000 de oameni, din care în jur de 6.000 în capitala sa Victoria (până în anul 1887 a purtat numele arab Rabat). 
Insula Gozo este situată la aproximativ 6 km nord-vest de cel mai apropiat punct din Malta, are o formă ovală, și are 14 km în lungime și 7,25 km în lățime.

## Istorie

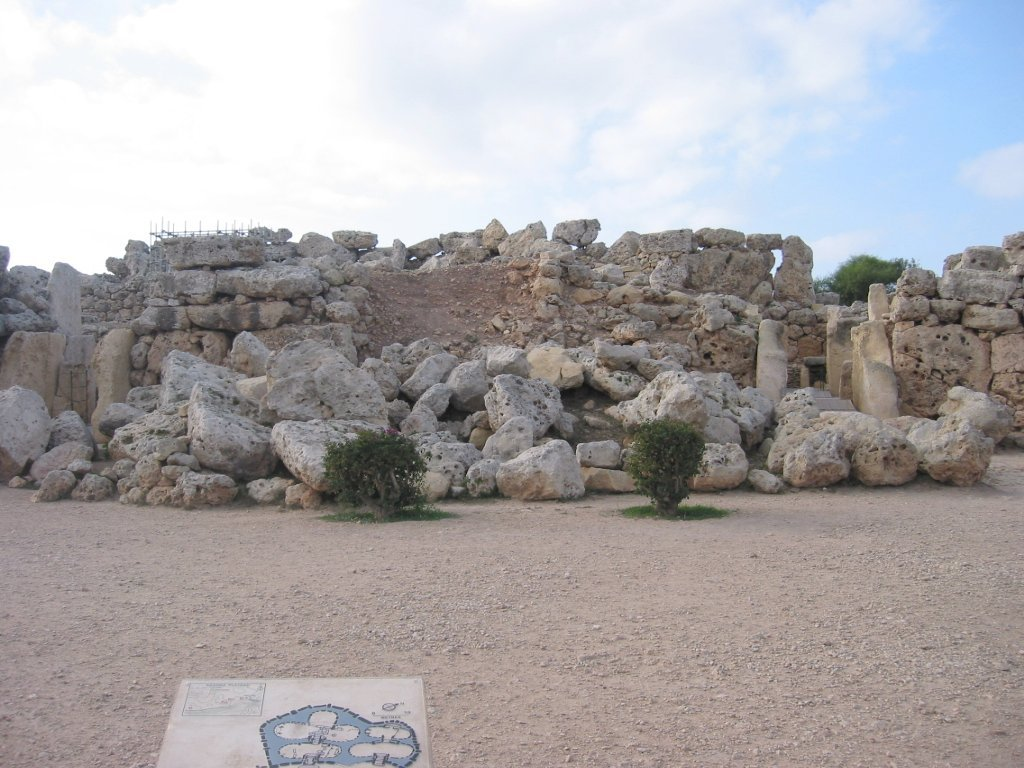
Templul megalitic Ggantija (Xaghra, Gozo)

Structurile megalitice de la Ggantija sunt mărturie a faptului că Gozo este locuită încă din mileniul 5 î.C. Primii coloniștii neolitici au venit probabil din apropiata Sicilie. Templul megalitic Ggantija din localitatea Xagħra (pronunțat Șagria) de pe insula Gozo a fost înscris în anul 1980 pe lista patrimoniului cultural mondial UNESCO.
În iulie 1551 otomanii au cucerit Gozo și au impus un regim de sclavie tuturor celor 5.000 de locuitori, transportându-i la Tarhuna în Libia.
Istoria insulei Gozo este legată în mare parte cu istoria Maltei, fiindcă Gozo este guvernată de Malta, de când a fost descoperită, cu excepția unei scurte perioade de autonomie între 28 octombrie 1798 și 5 septembrie 1800.

## Politică și administrație
Insula face parte din regiunea Gozo, una dintre cele cinci regiuni ale Maltei.

## Demografie
Potrivit autorului anonim al lucrării Malthe, Corse, Minorque et Gibraltar, la sfârșitul secolului al XVIII-lea în Gozo se afla 5.000 de locuitori care cultivau lămâiul, măslinul, portocalul și smochinul.
Insula numără 30.000 de locuitori, dintre care 6.000 în capitala Victoria, cunoscută și sub numele de Rabat.

### Localități
| Localități ale insulei Gozo              | Localități ale insulei Gozo      | Localități ale insulei Gozo                 | Localități ale insulei Gozo |
| ---------------------------------------- | -------------------------------- | ------------------------------------------- | --------------------------- |
| - Fontana - Għajnsielem - Għarb - Għasri | - Kerċem - Munxar - Nadur - Qala | - Victoria sau Rabat - San Lawrenz - Sannat | - Xagħra - Xewkija - Żebbuġ |

## Galerie de imagini

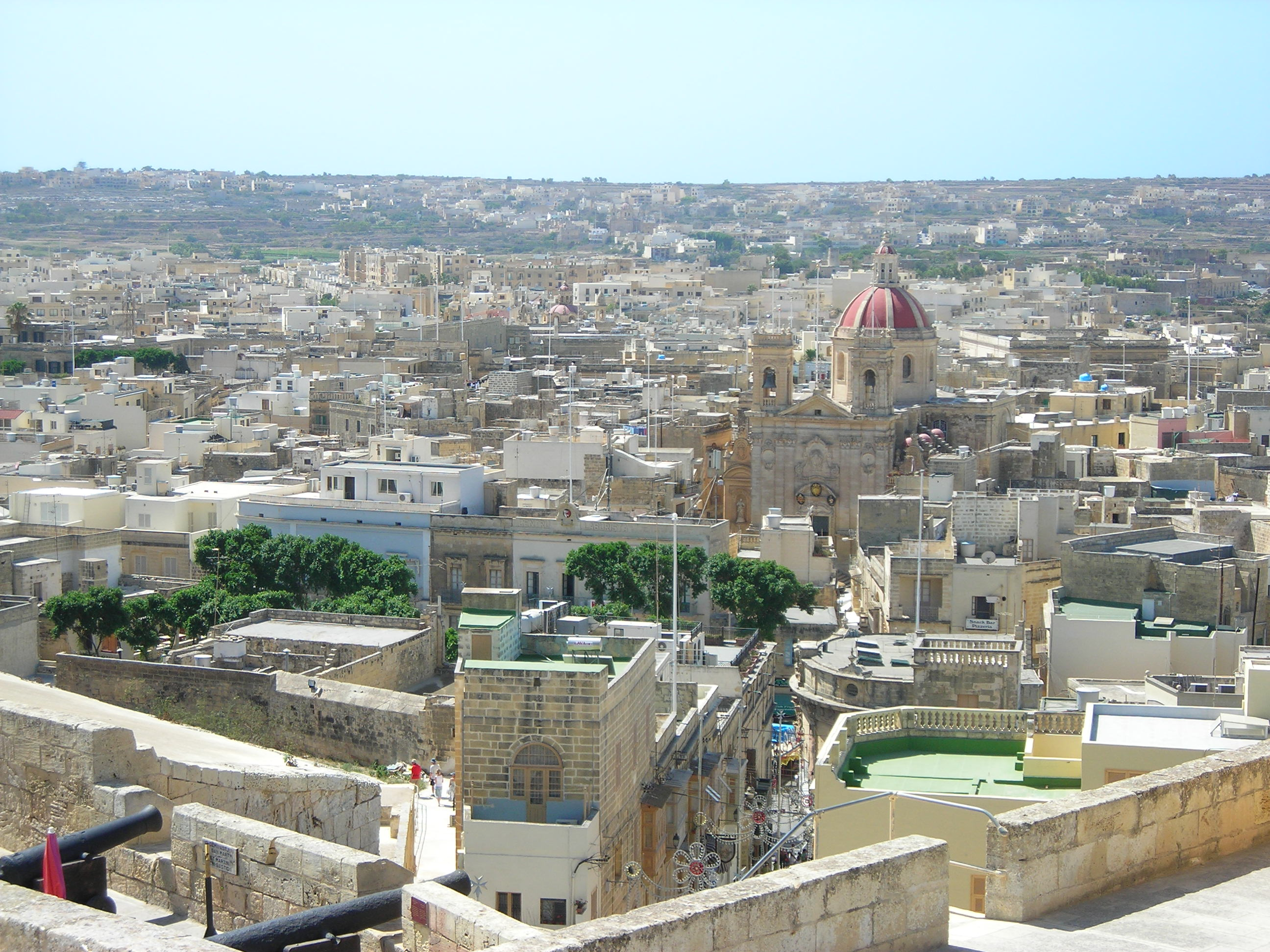
Capitala Victoria (Rabat)
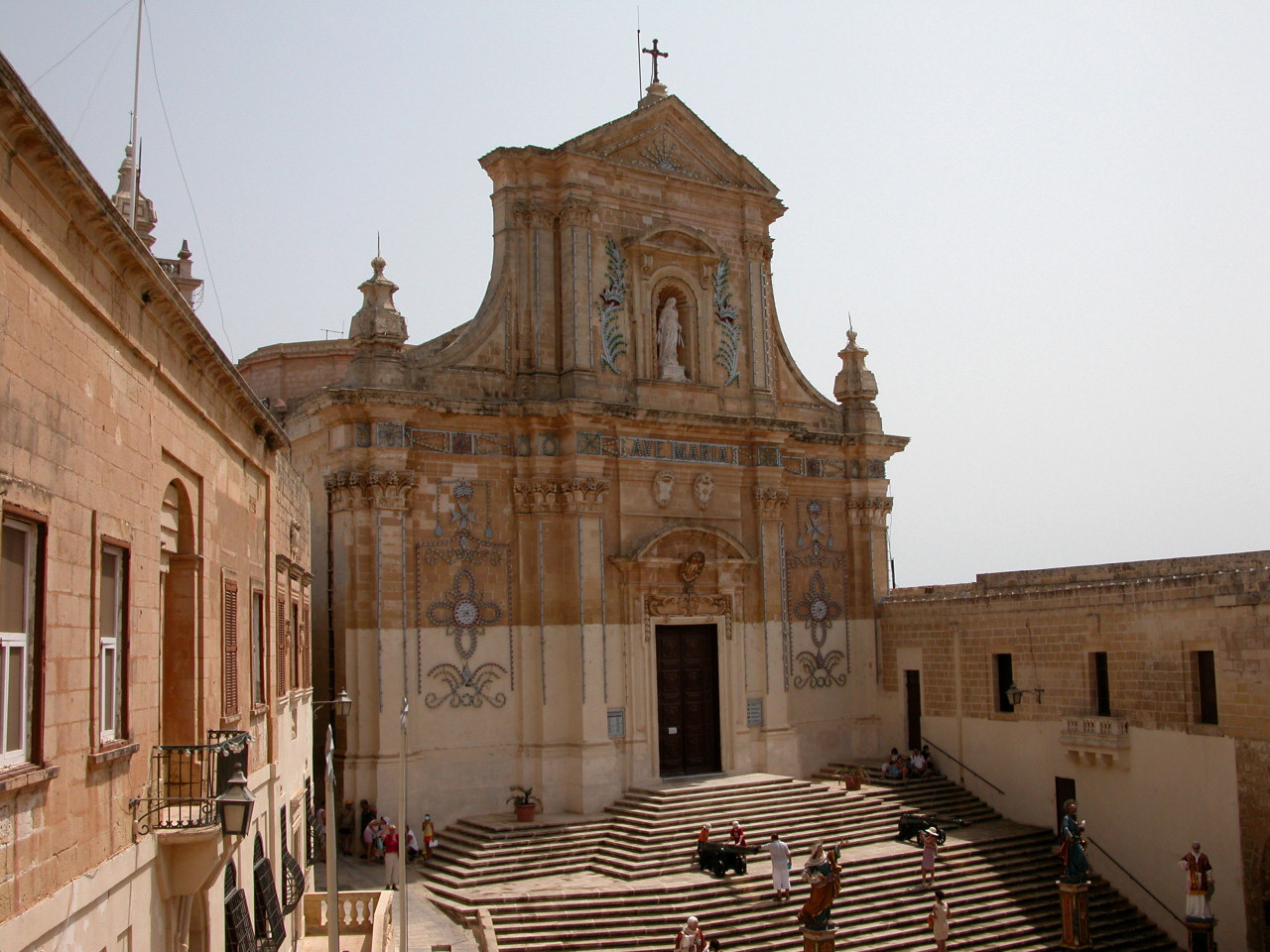
Victoria (Rabat) Basilica S.Marija
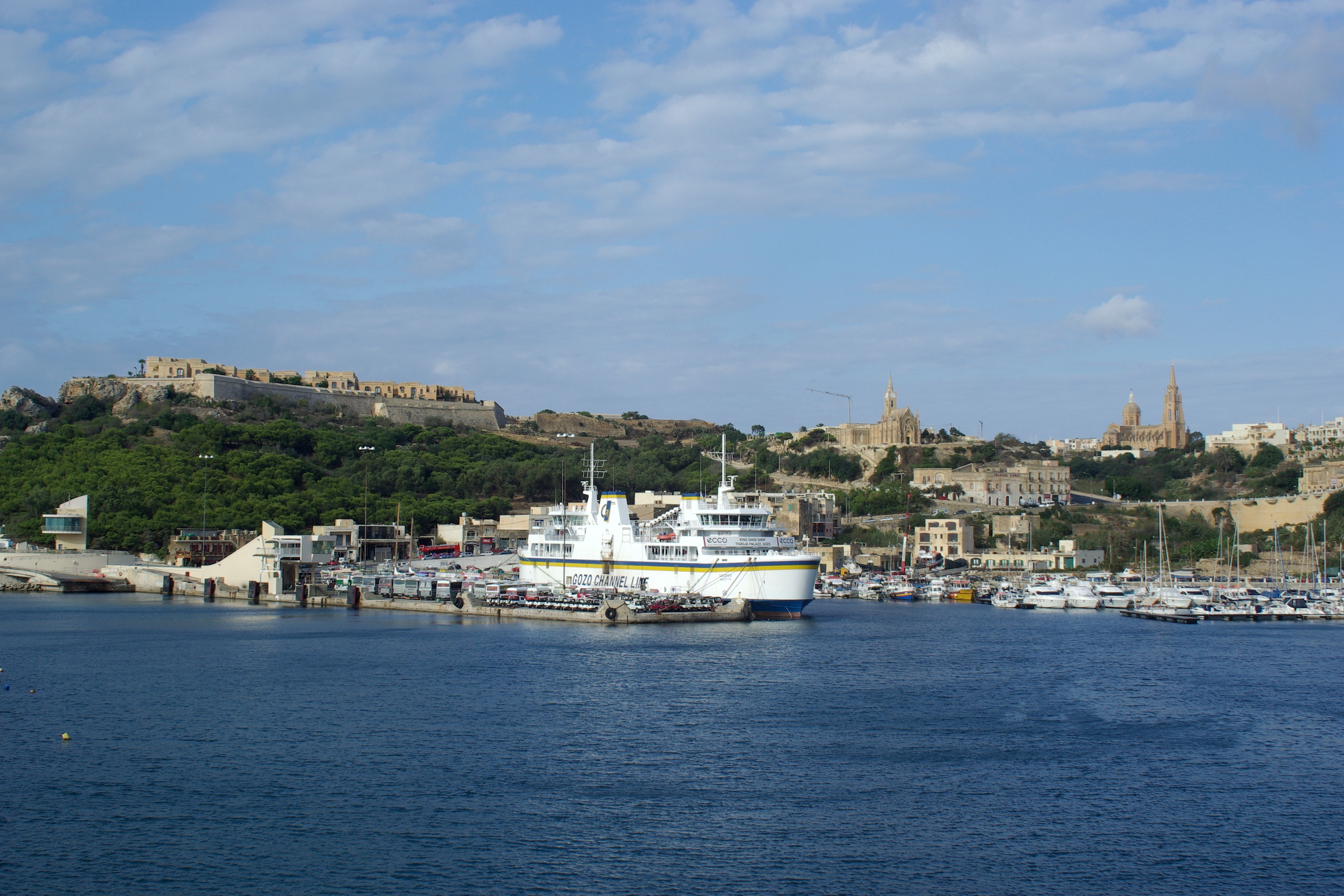
Portul Mgarr
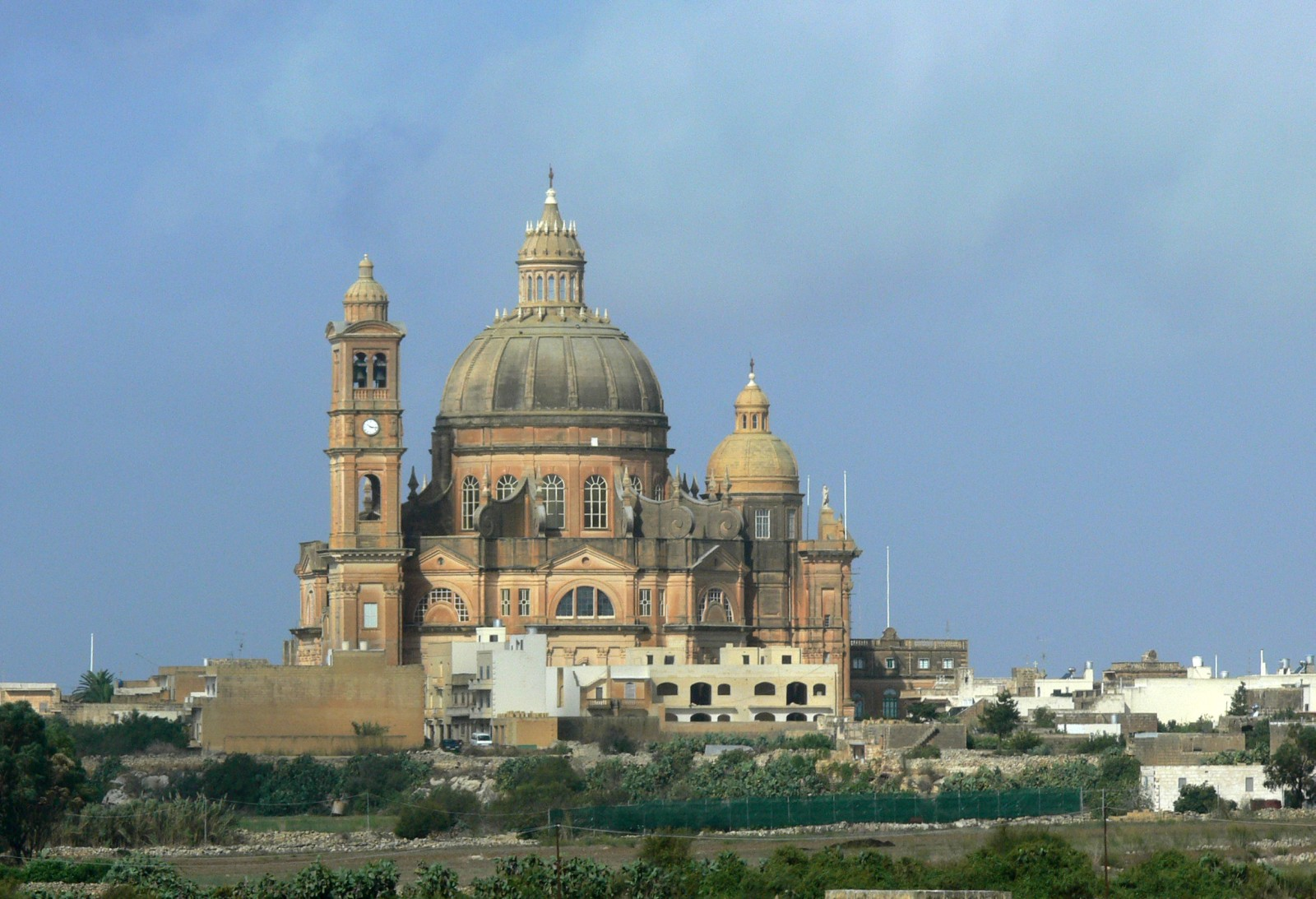
Xewkija[3] (Biserica "Sf.Ioan Botezătorul", cu una din cele mai mari cupole din lume)
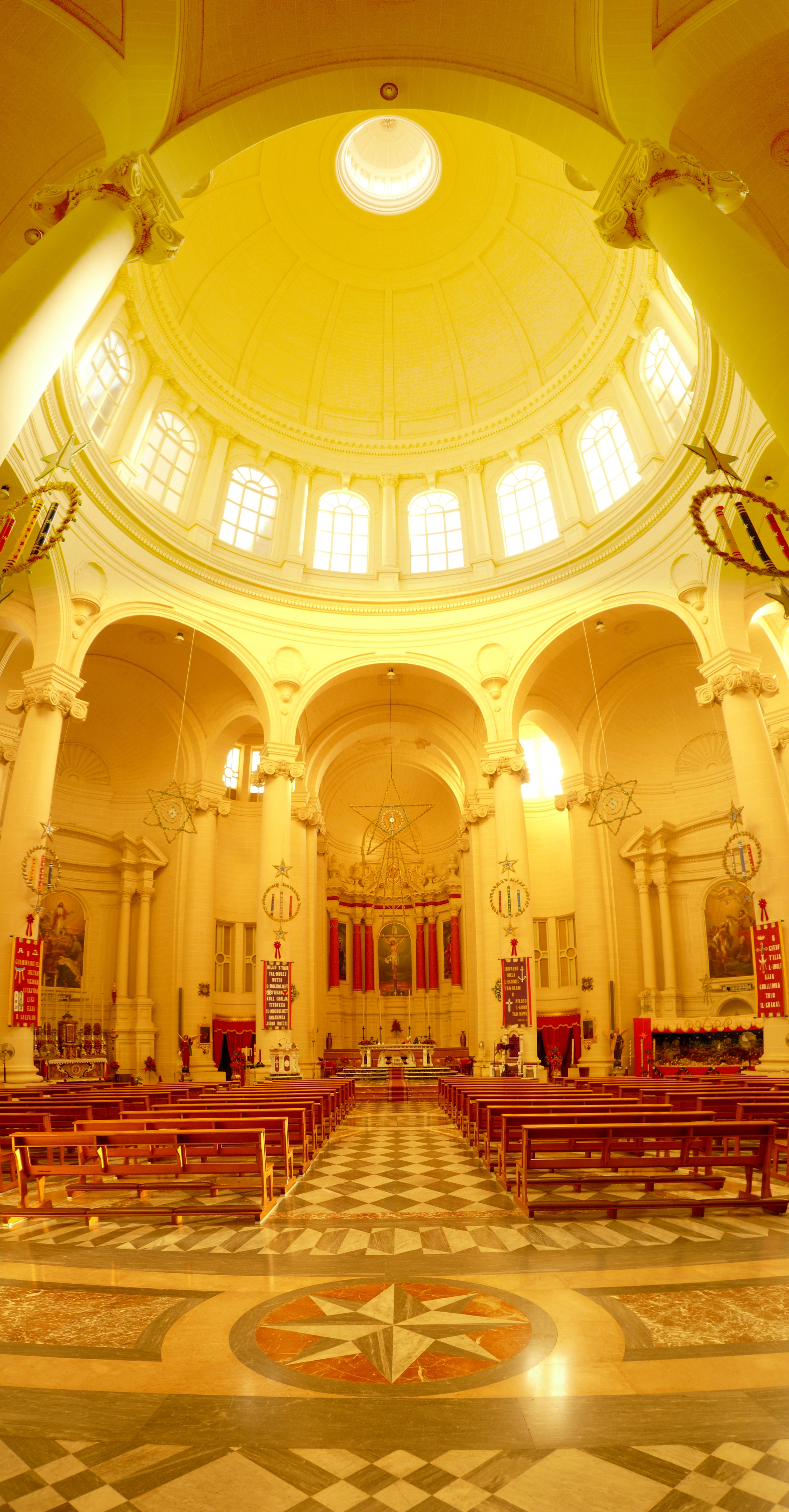
Xewkija (interiorul bisericii "Sf.Ioan Botezătorul")
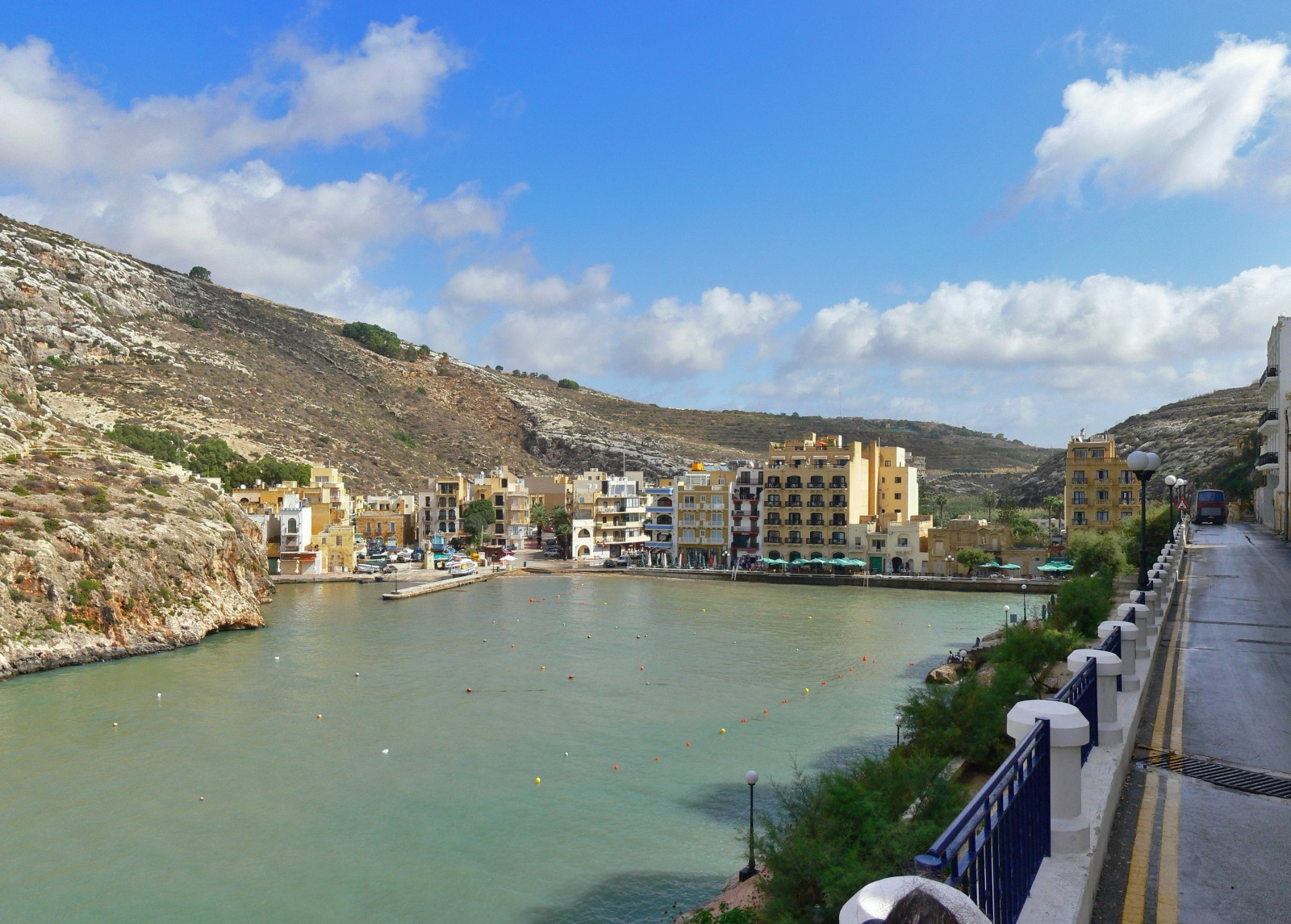
Xlendi
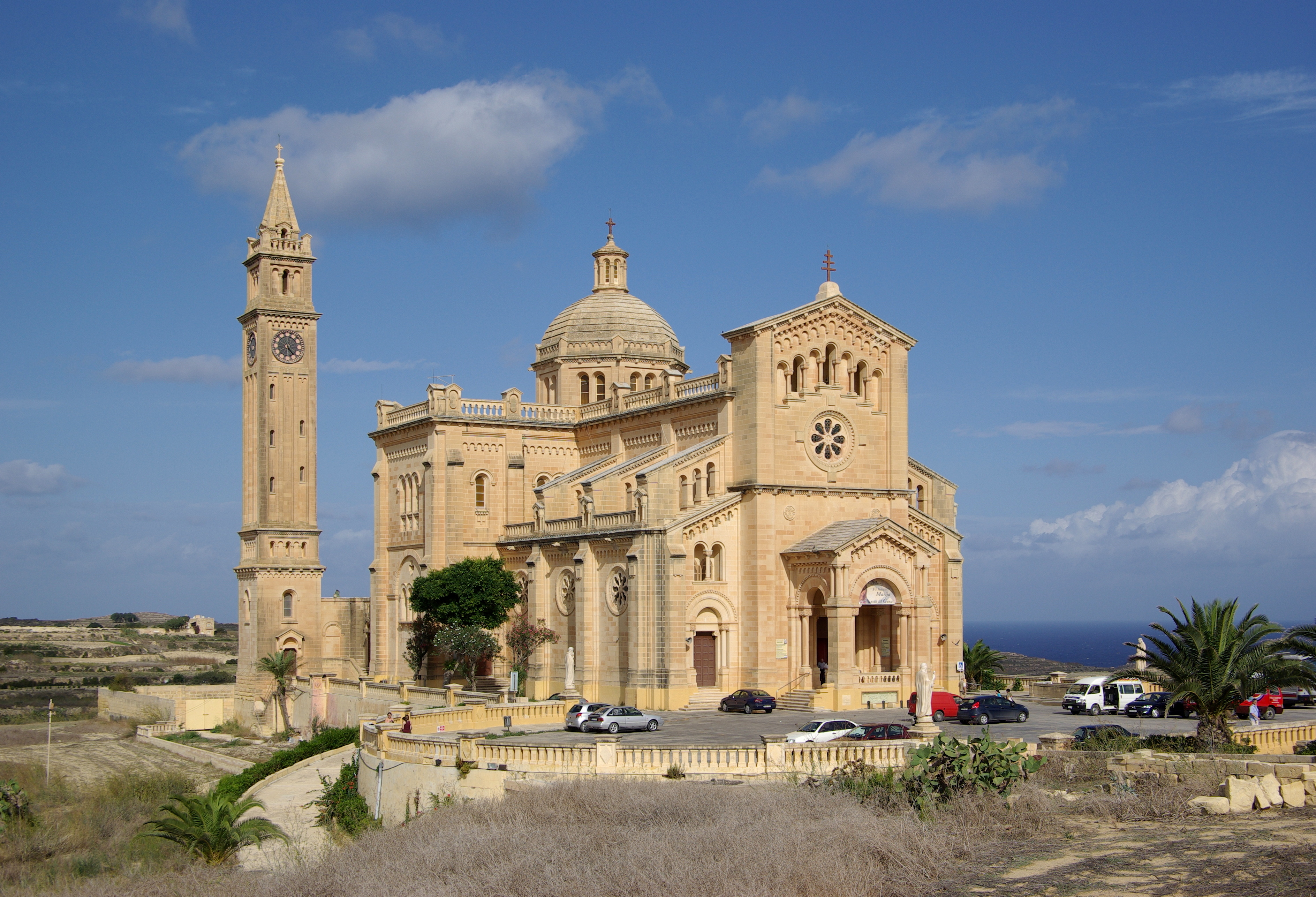
Basilica Ta'Pinu de pe culmea Ta’Ghammar
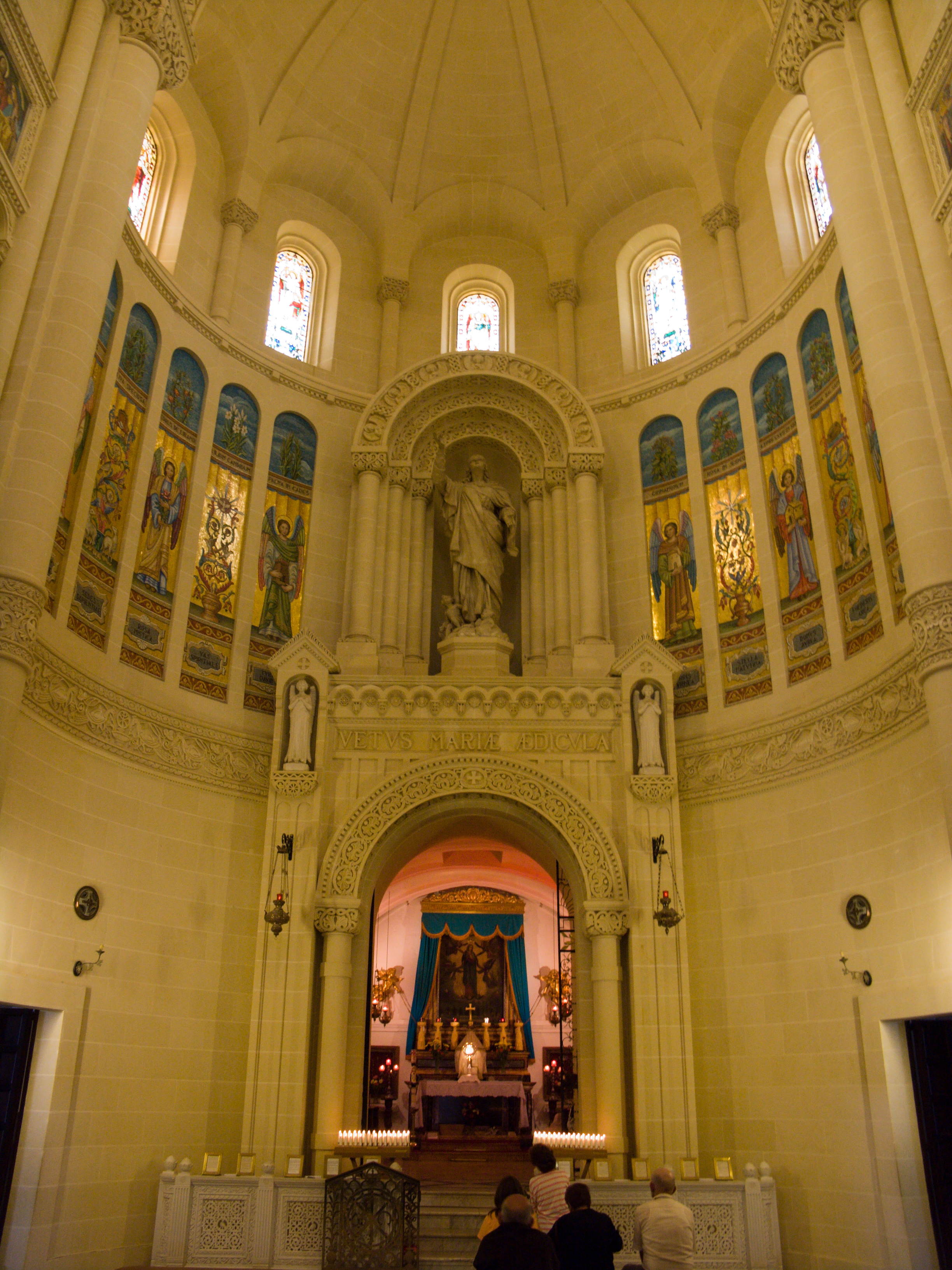
Basilica Ta'Pinu (interior)
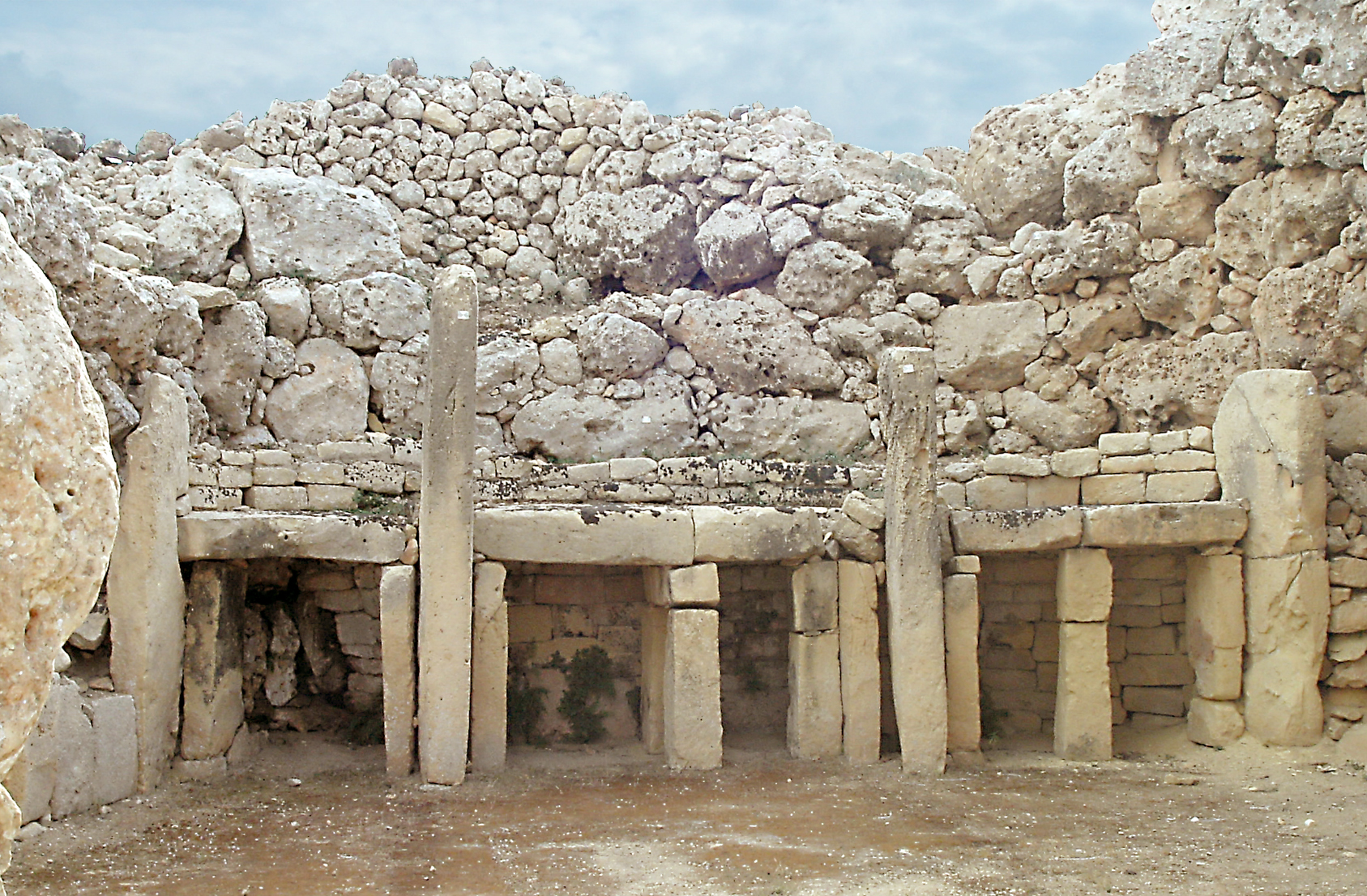
Templul megalitic Ggantija de pe platoul de la Xagħra
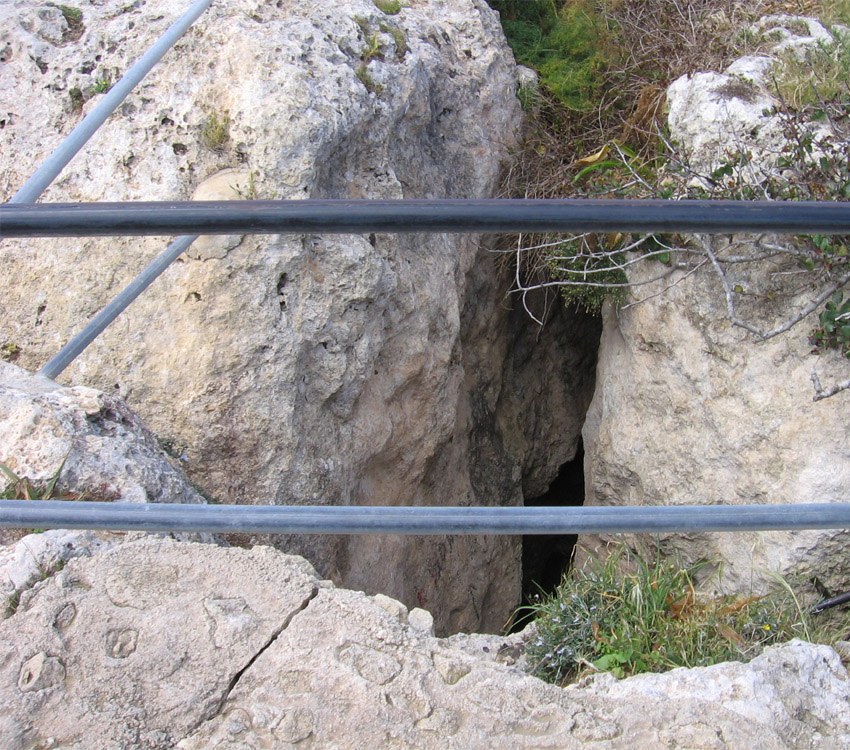
Intrarea în peştera lui Calypso